# 益子政綱
益子 政綱（ましこ まさつな）は、鎌倉時代後期の武将。

## 略歴
宇都宮頼綱の四男として誕生。
益子氏の益子宗朝の娘婿となり益子氏を継ぐ。
弘安4年（1281年）の弘安の役の際に、宇都宮貞綱に従い出陣する。
正安4年（1302年）2月29日、死去。